# Margites exiguus
Margites exiguus är en skalbaggsart som först beskrevs av Charles Joseph Gahan 1894.  Margites exiguus ingår i släktet Margites och familjen långhorningar. Inga underarter finns listade i Catalogue of Life.